# Patrick Leigh Fermor
Patrick Michael Leigh Fermor (11. února 1915 Londýn – 10. června 2011 Dumbleton) byl anglický spisovatel a voják. Nejvíce proslul jako autor cestopisů. Zejména jeho kniha Čas darů (1977) je považována za vrcholné dílo cestopisné literatury. Britský deník The Guardian ji roku 2011 zařadil mezi sto nejvýznamnějších nebeletristických knih všech dob. Jako voják sehrál Fermor významnou roli při organizování řeckého odboje za druhé světové války, zejména na Krétě. Řecko miloval a velkou část života tam žil. BBC ho jednou nazvala „křížencem Indiany Jonese, Jamese Bonda a Grahama Greena“.

## Život
Ve věku 18 let se rozhodl projít pěšky celou Evropu a cestu ukončit v Konstantinopoli (Istanbulu). Vyrazil 8. prosince 1933. Spal ve stodolách, v pastýřských chýších, byl ale hostem i klášterů či ve šlechtických sídlech. Po mnoha letech zážitky zpracoval ve slavné knize Čas darů a v pokračování Mezi lesem a vodou (1986). V době jeho smrti zůstal popis cesty nedokončen. Třetí, závěrečný díl tak byl sestaven editory jeho díla na základě jeho deníku a raného návrhu, který napsal již v 60. letech. Byl publikován pod názvem The Broken Road v roce 2013. 
Na své cestě Fermor navštívil i Prahu, jako host židovské rodiny Zieglerů. Během pobytu byl především vzrušován záhadou, proč Shakespeare v Zimní pohádce umístil Čechy na břeh moře. Do Istanbulu dorazil 1. ledna 1935. Poté strávil značný čas v Řecku, několik týdnů například na hoře Athos. V březnu se zapojil do vojenské kampaně royalistických sil v Makedonii proti pokusu o republikánskou vzpouru. V Athénách potkal Balašu Cantacuzèneovou (Bălaşa Cantacuzino), rumunskou fanariotskou šlechtičnu, do které se zamiloval. Sdíleli starý vodní mlýn za městem s výhledem na Poros, kde ona malovala a on psal. Přestěhovali se posléze do jejího domu v Moldávii v Rumunsku, kde zůstali až do podzimu 1939. Když se Leigh Fermor dozvěděl, že Británie 3. září 1939 vyhlásila válku Německu, okamžitě odjel z Rumunska domů a narukoval do armády. Se svou ženou se znovu setkal až v roce 1965. 
Jako voják byl, vzhledem k jeho znalosti novořečtiny, poslán zpět na Balkán, nejprve do Albánie a později do Řecka. Po jeho zabrání Němci byl třikrát vyslán na Krétu (jednou shozen padákem), aby zde organizoval lidový odpor proti okupaci. V přestrojení za ovčáka a přezdívaný Michalis nebo Filedem žil přes dva roky v horách. S kapitánem Billem Stanleyem Mossem vedl skupinu, která v roce 1944 zajala a unesla německého generálmajora Heinricha Kreipeho. U Archanes na Krétě je památník připomínající tuto akci. Událost byla zfilmována v roce 1957 pod názvem Ill Met by Moonlight, Fermora v tomto snímku představuje Dirk Bogarde. V roce 1950 vydal svou první cestopisnou knihu, The Traveller's Tree, o jeho poválečných cestách po Karibiku. Kniha měla úspěch a založila tak jeho literární kariéru. Psal pak cestopisy (jakkoli tento pojem nesnášel), ale i romány. Až do roku 2007 psal všechny texty zásadně jen rukou. V roce 1968 se oženil s Joan Elizabeth Raynerovou, s dcerou konzervativního politika Boltona Eyrese-Monsella. Doprovázela ho na mnoha cestách až do své smrti v roce 2003. Neměli žádné děti. Žili střídavě v domě v olivovém háji poblíž Kardamyli na poloostrově Mani na jihu Peloponésu a v Gloucestershire. Roku 1991 odmítl rytířský titul, v roce 2004 ho ale přijal. Byl znám tím, že kouřil 80 až 100 cigaret denně.

### Česká vydání
- Čas darů: pěšky do Konstantinopole. Putování mladého Angličana z Rotterdamu ke střednímu Dunaji, Praha, Argo 2018 (překlad Daniela Orlando)
- Čas mlčení, Praha a Podlesí, Dauphin 2020 (překlad Rudolf Chalupský)
- Mezi lesem a vodou: Pěšky do Konstantinopole. Putování mladého Angličana od Ostřihomi k Železným vratům, Praha, Argo 2022 (překlad Daniela Orlando)